# Terminator (sieci komputerowe)

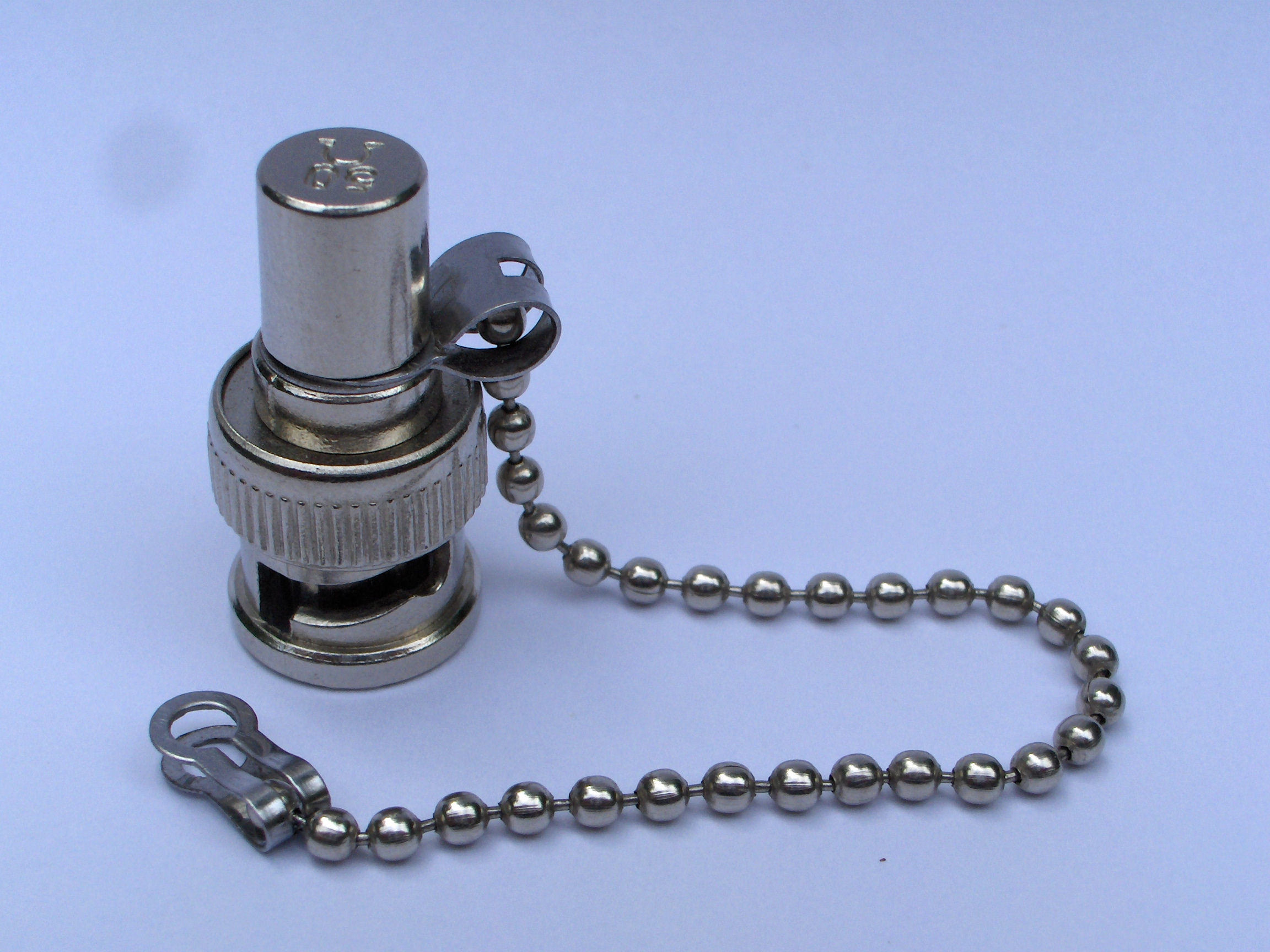
Terminator dla Ethernetu 10BASE2.

Terminator – element w sieciach komputerowych topologii magistrali opartych na kablu koncentrycznym lub skrętki, służący do zakończenia linii. Terminator jest specjalnie dobranym rezystorem symulującym nieskończenie długi kabel i eliminującym w ten sposób odbicia sygnału od końca kabla mogące zakłócić pracę odbiorników. Najczęściej spotykane są terminatory o rezystancji 50 omów, dla kabli thinnet (10BASE2) i thicknet (10BASE5), 75 omów dla koncentrycznego kabla antenowego używanego w sieciach 10BROAD36 oraz 120 omów dla magistrali 485 dla kabli typu skrętka. 